# 2012-es Mutua Madrid Open
A 2012-es Mutua Madrid Open (vagy 2012-es Madrid Masters) tenisztornát Spanyolország fővárosában, Madridban rendezték meg 2012. május 5. és 13. között. A férfiak számára 2012-ben az ATP World Tour Masters 1000 kategóriába tartozó verseny 11. kiadását tartották meg, a nők számára pedig 4. alkalommal került sor a Premier Mandatory kategóriájú eseményre.
A mérkőzéseket – először az ATP és a WTA történetében – kék salakon játszották.

## Győztesek
A férfiaknál egyéniben Roger Federer szerezte meg tornagyőzelmet, a döntőben két óra harmincnyolc perc alatt 3–6, 7–5, 7–5-re legyőzve a cseh Tomáš Berdychet. Federer pályafutása huszadik győzelmét aratta egy Mester-tornán, amivel a világranglistán megelőzte Rafael Nadalt, s 2011. március 11-ét követően ismét a második helyre lépett. A 2011-es US Open elődöntőjében elszenvedett veresége óta Federer csupán három mérkőzést veszített el, s negyvenötöt megnyert, miközben 2012-ben már a negyedik tornagyőzelmét szerezte meg (Rotterdam, Dubaj és Miami után). Madridban ötödször játszott finálét, ebből háromszor tudott diadalmaskodni (a korábbi győzelmeit 2006-ban és 2009-ben aratta). Berdych a második Masters-győzelmét szerezhette volna meg, 2005-ben a párizsi Mester-tornát nyerte meg. Egyéniben a tizennegyedik fináléját játszotta, s ez volt a hetedik elveszített döntője.
A nők egyéni versenyét a kilencedik kiemelt Serena Williams nyerte meg, miután a fináléban 6–1, 6–3-ra legyőzte a világelső Viktorija Azarankát. Williams pályafutása negyvenegyedik tornagyőzelmét aratta egyéniben, amivel beérte Kim Clijsterst az aktív játékosok között. Ebben a szezonban másodszor sikerült nyernie, áprilisban a charlestoni zöld salakos versenyen maradt veretlen, így a madridi torna befejezéséig tizenhárom mérkőzésen tudott győzni ezen a borításon 2012-ben, miközben még egyszer sem veszített (beleértve az ukránok elleni áprilisi Fed-kupa-mérkőzéseket). Serena tizenharmadik alkalommal tudott legyőzni egy aktuális világelsőt, az aktív játékosok között ez a legtöbb, holtversenyben nővérével, Venus Williamsszel. Győzelmével a következő heti ranglistán a kilencedikről a hatodik helyre lépett a világranglistán. Azaranka a huszonkettedik egyéni WTA-döntőjét játszotta karrierje során, s ez volt a tizedik (Madridban a második), amelyet elveszített.
A férfi párosok küzdelmét a Mariusz Fyrstenberg–Marcin Matkowski-páros nyerte meg, a döntőben 6–3, 6–4-re legyőzve a svéd Robert Lindstedt és a román Horia Tecău által alkotott duót. A két lengyel teniszező 2008 után másodszor nyert Madridban, 2007-ben pedig a döntőig sikerült jutniuk. 2012-ben ugyancsak második alkalommal szereztek tornagyőzelmet, miután két héttel korábban Barcelonában diadalmaskodtak, míg februárban a dubaji verseny fináléjában szenvedtek vereséget.
Női párosban a győzelmet a Sara Errani–Roberta Vinci-kettős szerezte meg, miután a fináléban 6–1, 3–6, [10–4] arányban legyőzték a Jekatyerina Makarova–Jelena Vesznyina-párost. A két olasz játékos ezzel pályafutásuk során a kilencedik közös győzelmüket aratták, közülük négyet 2012-ben, de az eddigieket mind International tornákon érték el. Eredményüknek köszönhetően mindketten bekerültek a legjobb tíz közé a páros világranglistán, Errani a tizenkettedik helyről a nyolcadikra, Vinci a tizenharmadikról a kilencedikre lépett; emellett a naptári évre szóló ranglistán (race) is átvették a vezetést.

## Döntők

### Férfi egyes
Roger Federer –  Tomáš Berdych 3–6, 7–5, 7–5

### Női egyes
Serena Williams –  Viktorija Azaranka  6–1, 6–3

### Férfi páros
Mariusz Fyrstenberg /  Marcin Matkowski –  Robert Lindstedt /  Horia Tecău 6–3, 6–4

### Női páros
Sara Errani /  Roberta Vinci –  Jekatyerina Makarova /  Jelena Vesznyina 6–1, 3–6, [10–4]

## Világranglistapontok és pénzdíjazás

### Pontok
| Eredmény           | Férfi egyes | Férfi páros | Női egyes | Női páros |
| ------------------ | ----------- | ----------- | --------- | --------- |
| Győzelem           | 1000        | 1000        | 1000      | 1000      |
| Döntő              | 600         | 600         | 700       | 700       |
| Elődöntő           | 360         | 360         | 450       | 450       |
| Negyeddöntő        | 180         | 180         | 250       | 250       |
| 16 között          | 90          | 90          | 140       | 140       |
| 32 között          | 45          | 10          | 80        | 5         |
| 64 között          | 10          | –           | 5         | –         |
| Főtáblára jutás    | 25          | –           | 30        | –         |
| Selejtező (döntő)  | 16          | –           | 20        | –         |
| Selejtező (1. kör) | 0           | –           | 1         | –         |

### Pénzdíjazás
A torna összdíjazása 7 728 835 euró, a férfiak számára 3 973 695, a nőknek 3 755 140 euró volt.
| Eredmény           | Férfi egyes | Férfi páros | Női egyes | Női páros |
| ------------------ | ----------- | ----------- | --------- | --------- |
| Győzelem           | 585 800 €   | 181 400 €   | 631 000 € | 199 000 € |
| Döntő              | 287 225 €   | 88 800 €    | 313 000 € | 100 000 € |
| Elődöntő           | 144 560 €   | 44 550 €    | 149 500 € | 45 000 €  |
| Negyeddöntő        | 73 510 €    | 22 860 €    | 70 000 €  | 18 975 €  |
| 16 között          | 38 170 €    | 11 820 €    | 33 000 €  | 9500 €    |
| 32 között          | 20 125 €    | 6240 €      | 17 500 €  | 5000 €    |
| 64 között          | 10 865 €    | –           | 8750 €    | –         |
| Selejtező (döntő)  | 2505 €      | –           | 2375 €    | –         |
| Selejtező (1. kör) | 1275 €      | –           | 1140 €    | –         |